# دبیه
دبیه (به عربی: دبية) یک منطقهٔ مسکونی در لبنان است که در شهرستان شوف واقع شده‌است.
 دبیه ۱۶٫۶۱ کیلومتر مربع مساحت دارد.